# Dongguan TBA Tower
Le Dongguan TBA Building est un gratte-ciel à Dongguan, construit en 2013.

## Historique
Le Dongguan TBA Building mesure 349 mètres et compte 68 étages.
Sa spécificité repose sur des façades à haute capacité thermique conférant au bâtiment une auto ventilation et une grande économie énergétique exemplaire.[réf. nécessaire] Il est à ce jour la plus haute tour de Dongguan. Sa structure a été terminée fin 2011, et le bâtiment fut totalement achevé en fin d'année 2013.